# 音叉

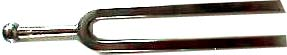
音叉

音叉（おんさ、英: Tuning fork）とは、正弦波を描く特定の周波数の音または固有の振動数を発するU字状（ふたまた）に別れた金属製の器具である。

## 概説

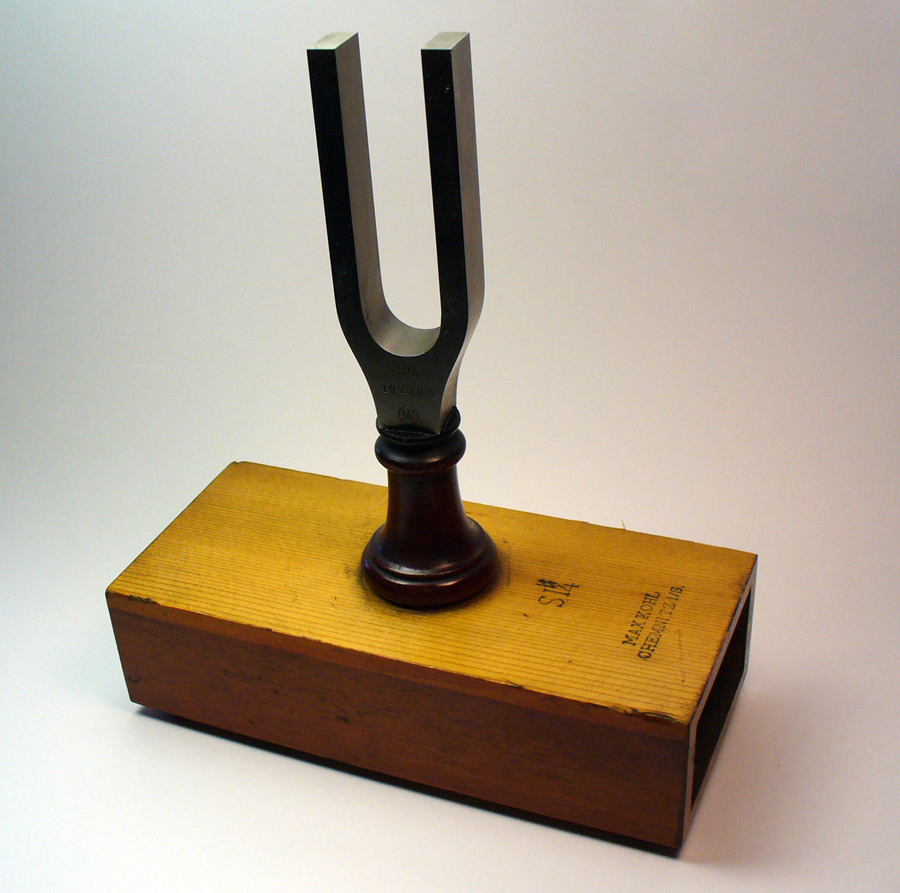
共鳴箱上の音叉。ドイツのケムニッツにあったMax Kohl社製。

音叉の素材は鋼（炭素鋼）、軽量化のためにアルミニウムやジュラルミンが用いられることもある。
全体的にU字形をしており、底部に柄が付いている。腕の部分を叩くなどして振動させると音を発する。それ自体の音は極めて弱いため、音を聞くには柄の部分を耳に近づけたり歯でくわえたりするか柄を共鳴しやすいものに触れさせる。音叉の発する音はほぼ純音である。叩いた直後にはさまざまな上音を含んでいるがこの形では基音以外の音は持続し得ないのですぐに消え去り、純音が得られるのである。
理科実験などでは共鳴箱付音叉が用いられる。共鳴箱は共鳴により大きな音を発生するために音叉の下に取り付ける箱で、この箱は1つの面が空いており、そこから音が出るようになっている。
医療診断では、125Hz程度の周波数で、また振幅が読み取れるように工夫された、
ライデルセイファー音叉が使用される。

## 歴史と用途

### 歴史
イギリスの王室楽団に所属していたトランペット奏者のジョン・ショア（John Shore）が発明したのが起源である。音叉が発明されるまではもっぱらピッチパイプ（調子笛）が使われていた。
1859年にフランス政府は標準音a1を15℃で435Hz（コンチネンタルピッチという）とし、これを基準にジュール・アントワーヌ・リサジュー が標準音叉（Normal Diapason）を製作。しかし、標準音は世界各国で統一されておらず、ベルサイユピッチのa1392Hzやバロックピッチのa1415Hzなどもあった。1939年のロンドン国際会議で標準音a1は20℃で440Hzと定められた（ただし、演奏会では442Hzとすることが多い）。
なお、音響学の分野での用途、すなわち特定の周波数の音源としての用途としては単体の音叉を複数集めたトノメータ（tonometer） がある。これは1834年にヨハン・シャイブラー （Johann Heinrich Scheibler）によって考案された。一定間隔で共振周波数の異なる音叉を並べ、測定したい音とトノメータの音叉とのうなりを利用して測定したい音の周波数を測定するものである。トノメータはルドルフ・ケーニッヒ（Rudolph Koenig）によって、高度に進化したものが作成された。

### 用途
音楽用
音楽用の音叉は楽器の調音や発声の基音を確認するのに用いる。
医療用
医療用の音叉は聴覚検査のほか脳外科の感覚検査や糖尿病の進行度を調べるためのフットケア用に用いる。
理科実験用
理科実験用の音叉は共鳴箱付の音叉で共鳴やうなりの実験に用いる。
校正用
ドップラー効果を利用したスピードチェッカーの校正に音叉が用いられている。
ヒーリング用
アメリカやドイツなどでは体（内臓）に音叉の波動を与えて体調を整える目的で使用されている。

## 音響以外の利用

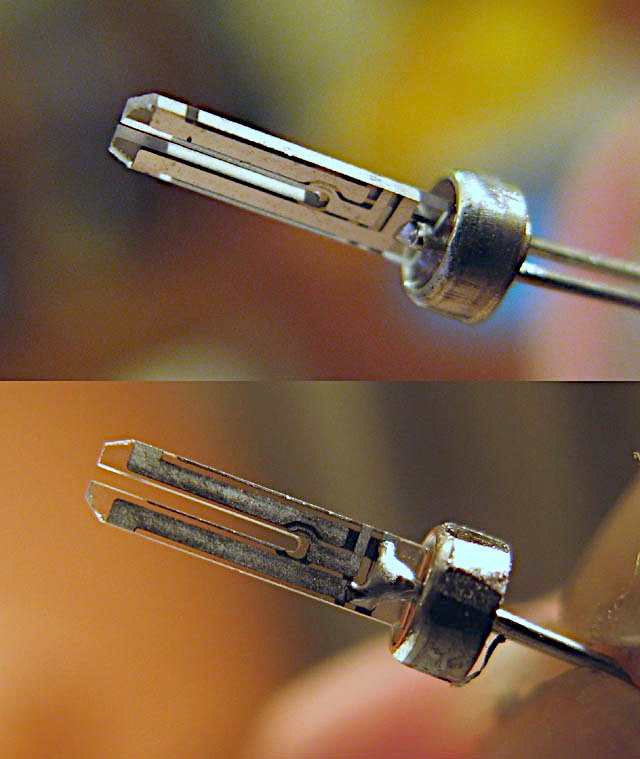
クォーツ時計に搭載された音叉型水晶振動子。32,768 Hzで発振する。

周波数シンセサイザが普及するまでは、発振回路の信号源として音叉発振器が利用された。また、音叉型水晶振動子がクォーツ時計などに利用されている。
またかつては、電気的に発信させた音叉の振動を直接歯車に伝えて時計を駆動する音叉時計が製造されていたこともあった。